# Hans-Jürgen Andreß
Hans-Jürgen Andreß (* 1952; † 17. August 2020) war ein deutscher Soziologe und von 2003 bis zu seiner Emeritierung am 1. April 2017 Professor für Empirische Sozial- und Wirtschaftsforschung an der Wirtschafts- und Sozialwissenschaftlichen Fakultät der Universität zu Köln.

## Werdegang
Hans-Jürgen Andreß studierte Soziologie, Volkswirtschaft, Politik und Pädagogik an der Johann Wolfgang Goethe-Universität Frankfurt am Main und Quantitative Methods an der University of Michigan in Ann Arbor in den Vereinigten Staaten von Amerika. Nach seinem Diplom in Soziologie im Jahr 1975 promovierte er zum Dr. phil. 1983. Die Habilitation und damit einhergehend die Lehrbefugnis für Methoden der empirischen Sozialforschung folgte 1986 an der Universität Bielefeld.

## Preise und Auszeichnungen
Hans-Jürgen Andreß erhielt 1984 den Forschungspreis der Bundesanstalt für Arbeit für Nachwuchsbeiträge zur Arbeitsmarkt- und Berufsforschung. 1989 wurde er mit dem Bennigsen Förderpreis des Landes Nordrhein-Westfalen ausgezeichnet und anlässlich des 50-jährigen Jubiläums des Marktforschungsinstitutes GFM-Getas/WBA erhielt er 1996 den Studienpreis.

## Bedeutung
Im Nachruf des Instituts für Soziologie und Sozialpsychologie der Wirtschafts- und Sozialwissenschaftliche Fakultät der Universität zu Köln wird herausgehoben, dass sich Andreß inhaltlich und methodisch schwerpunktmäßig mit den Lebensbedingungen der Menschen in Deutschland in der Längsschnittperspektive befasst habe und damit „erheblich zur Etablierung längsschnittlicher Forschung in der Soziologie sowie ihrer Verankerung in der Lehre beigetragen“ habe.

## Schriften (Auswahl)
- Die ersten 10 Berufsjahre - Methodische Probleme der Analyse von Längsschnittdaten an Hand eines empirischen Beispiels aus der Mobilitätsforschung. Nürnberg: Bundesanstalt für Arbeit 1984 (Beiträge zur Arbeitsmarkt- und Berufsforschung 87)
- Multivariate Analyse von Verlaufsdaten. Mannheim: Zentrum für Umfragen, Methoden und Analysen 1985 (ZUMA-Methodentexte 1).
- GLIM - Verallgemeinerte lineare Modelle. Wiesbaden: Vieweg 1986.
- Einführung in die Verlaufsdatenanalyse: statistische Grundlagen und Anwendungsbeispiele zur Längsschnittanalyse kategorialer Daten. In: Historical Social Research. Supplement 5, 1992, S. 1–323, urn:nbn:de:0168-ssoar-285968.
- zusammen mit J. A. Hagenaars und S. Kühnel: Analyse von Tabellen und kategorialen Daten. Log-lineare Modelle, latente Klassenanalyse, logistische Regression und GSK-Ansatz. Berlin u. Heidelberg: Springer 1997.
- Empirical Poverty Research in a Comparative Perspective. Aldershot: Ashgate 1998.
- Leben in Armut. Analysen der Verhaltensweisen armer Haushalte mit Umfragedaten. Opladen und Wiesbaden: Westdeutscher Verlag 1999.
- zusammen mit Henning Lohmann: Die wirtschaftlichen Folgen von Trennung und Scheidung. (Schriftenreihe des Bundesministeriums für Familie, Senioren, Frauen und Jugend 180). Stuttgart: Kohlhammer 2000.
- zusammen mit Th. Heien und D. Hofäcker: Wozu brauchen wir noch den Sozialstaat? Der deutsche Sozialstaat im Urteil seiner Bürger. Wiesbaden: Westdeutscher Verlag 2001.
- zusammen mit B. Borgloh, M. Güllner und K. Wilking: Wenn aus Liebe rote Zahlen werden. Über die wirtschaftlichen Folgen von Trennung und Scheidung. Wiesbaden: Westdeutscher Verlag 2003.
- zusammen mit Anne Krüger: Ausstiege aus dem unteren Einkommensbereich. Institutionelle Hilfeangebote, individuelle Aktivitäten und soziale Netzwerke. Berlin: edition sigma 2006.
- zusammen mit Katrin Golsch und Alexander Schmidt-Catran: Applied Panel Data Analysis for Economic and Social Surveys. Berlin und Heidelberg: Springer 2013.
- zusammen mit Daniela Grunow und Thomas Schwinn: Soziologiegeschichte im Spiegel der Kölner Zeitschrift für Soziologie und Sozialpsychologie. Sonderheft 56 der Kölner Zeitschrift für Soziologie und Sozialpsychologie. Wiesbaden: Springer 2017.